# لین چی-لینگ
لین چی-لینگ (انگلیسی: Lin Chi-ling؛ زادهٔ ۲۹ نوامبر ۱۹۷۴) بازیگر و مدل اهل تایوان است.
از فیلم‌ها یا برنامه‌های تلویزیونی که وی در آنها نقش داشته‌است، می‌توان صخره سرخ، کلید، راهب، میمون شاه ۳ و ..... را نام برد.